# إيثان ساندلر
إيثان ساندلر (بالإنجليزية: Ethan Sandler)‏ هو ممثل أمريكي، ولد في 3 ديسمبر 1972 في الولايات المتحدة.

## أعمال

### أفلام
- (2004) سيادة بورن

### مسلسلات
- الفتاة الجديدة

## وصلات خارجية
- إيثان ساندلر على موقع IMDb (الإنجليزية)
- إيثان ساندلر على موقع ألو سيني (الفرنسية)
- إيثان ساندلر على موقع أول موفي (الإنجليزية)
- إيثان ساندلر على موقع قاعدة بيانات الأفلام السويدية (السويدية)
- إيثان ساندلر على موقع قاعدة بيانات الفيلم (الإنجليزية)
- إيثان ساندلر على موقع كينوبويسك (الروسية)